# My Damnation
My Damnation — другий студійний альбом американського дезкор-гурту Chelsea Grin. Група почала запис альбому на початку 2011 року, закінчивши запис до середини року.
Альбом вийшов 19 липня 2011 року через лейбл Artery Recordings

## Композиції
| #     | Назва                                                                  | Тривалість |
| ----- | ---------------------------------------------------------------------- | ---------- |
| 1.    | «The Foolish One»                                                      | 3:39       |
| 2.    | «Everlasting Sleep»                                                    | 3:18       |
| 3.    | «Behind a Veil of Lies»                                                | 3:23       |
| 4.    | «Kharon» (Instrumental)                                                | 1:18       |
| 5.    | «My Damnation»                                                         | 4:35       |
| 6.    | «Cursed»                                                               | 3:23       |
| 7.    | «Calling in Silence» (спільно Nate Johnson з гурту Fit For An Autopsy) | 5:01       |
| 8.    | «Oblivion»                                                             | 3:35       |
| 9.    | «Last Breath»                                                          | 3:56       |
| 10.   | «All Hail the Fallen King» (спільно Phil Bozeman з гурту Whitechapel)  | 2:52       |
| 38:11 |                                                                        |            |

## Рейтинги в чартах
| Чарти                             | Найвища позиція |
| --------------------------------- | --------------- |
| U.S. Billboard 200                | 64              |
| U.S. Billboard Rock Albums        | 16              |
| U.S. Billboard Independent Albums | 9               |
| U.S. Billboard Hard Rock Albums   | 6               |

## Учасники запису
| Chelsea Grin - Andrew Carlston — Барабани - David Flinn — Бас-гітара - Jaek Harmond — Електрогітара - Dan Jones — Електрогітара - Alex Koehler — Вокал - Michael Stafford — Електрогітара, Ритм-гітара | Продакшн - Продюсер, Звукорежисер — Chris «Zeuss» Harris - Обкладинка — Ryan Johnson - Фото — Jeremy Saffer |